# Урзель Бруннер
Урзель Бруннер (нім. Ursel Brunner; 30 січня 1941 — 18 вересня 2024) — німецька плавчиня.
Призерка Олімпійських Ігор 1960 року, учасниця 1964 року.
Переможниця літньої Універсіади 1963 року.